# Dennis Lyxzén
Dennis Lyxzén est né le 19 juin 1972 à Umeå en Suède. Il est connu pour être le chanteur du groupe Refused mais également celui du groupe The International Noise Conspiracy avec lequel il joue depuis 1998, et le groupe AC4 depuis 2008,. Il a notamment interprété la voix chantée de Kerry Eurodyne (chanteur fictif du groupe Samurai) dans le jeu Cyberpunk 2077.
Lyxzén crée le label indépendant Ny Våg (en) en 2005.
Il apparaît également régulièrement dans les concerts du groupe italien, The Bloody Beetroots, ainsi que dans leur dernier single intitulé Church Of Noise.